# Aad van Hardeveld
Aad van Hardeveld (Baarn, 11. september 1930 – Huizen, 16. januar 2017) var en nederlandsk atlet, der skabte furore i sprint. I 1953, 1954 og 1955, han var nederlandsk mester i 200 m. 